# 國際人道法
国际人道法（法語： 英語：）是规制武装冲突中行为的法律（战时法）。它是国际法的一个分支，旨在保护不再参与敌对行动的人并限制和规制战斗员所能够使用的作战手段和方法，从而限制武装冲突的影响。国际人道法的创立源于人道方面的考虑和减少人类苦难。“国际人道法包含一套由条约或习惯确立的规则，旨在保护受到或可能受到武装冲突影响的人员和物体并限制交战双方对所选择作战方式和手段的使用。”它包括“日内瓦公约和海牙公约以及一些其他条约、判例法和习惯国际法。”它规定了交战国、中立国和参与战争的个人的行为以及他们对于彼此以及对于受保护的人（通常指非战斗员）所应承担的责任。它旨在维持人道考量与军事必要性之间的平衡，它使战争受到法律的规制，从而限制战争的破坏性影响和减少人类苦难。
严重违法国际人道法的行为构成战争罪。国际人道法作为战时法，规制参与战争或武装冲突的部队的行为。它与诉诸战争权不同，后者规制发动战争或武装冲突的行为，包括反和平罪和侵略战争。战时法和诉诸战争权是规制国际武装冲突各个方面的战争法的两个支柱。
国际人道法对适用于国际性武装冲突和国内武装冲突的规则有严格的区分，这一点遭到了广泛的批评。
国际法学者对于国际人权法与国际人道法的关系存有争议。有学者认为二者相互独立，也有学者认为后者是前者的分支。认为二者相互独立的学者强调二者在适用性方面的不同:国际人道法仅适用于武装冲突。而另一方的学者则认为国际人道法代表了国际人权法的一项功能；国际人权法包括在任何时候都适用于每个人的一般规范以及适用于武装冲突和军事占领等特殊情况或适用于包括难民（1951年难民地位公约）、儿童（1989年儿童权利公约）和战俘（1949年日内瓦第三公约）在内的某类人群的特殊规范。

## 準則
紅十字國際委員會概括了國際人道法的精華。然而，它們並不具備國際法律文件的效力，也無意取代現行條約。撰寫它們旨在促進及提倡國際人道法。其基本準則如下：
- 失去戰鬥能力、已退出戰鬥及未直接參與戰鬥的人士，其生命及身心健全均有權受到尊重。在任何情況下，他們都應受到不加任何不利區別的保護與人道對待。
- 禁止殺害或傷害投降或已退出戰鬥的敵人。
- 衝突各方應集合在其控制下的傷者和病者，加以照顧。保護對象還應涵蓋醫務人員、醫療設施、醫務運輸及醫療設備。白底紅十字或紅新月標誌，即為保護生命及財物的符號，必須予以保護。
- 在敵對一方控制下的戰鬥員和平民，其生命、尊嚴、個人權利與政治、宗教等信念均應受到尊重。他們應受到保護，免受各種暴力與報復行為的傷害。他們應有權與家人通信，以及接受救援。
- 每個人都有權享受基本的司法保障。任何人都不應為他所未曾做過的事情負責，也不應遭受肉體上或精神上的酷刑、毒打、或侮辱性的待遇。
- 衝突各方及其武裝部隊成員選擇戰爭的方法與手段均受到限制。使用具有造成不必要損失或過度傷害性質的武器或戰爭方法，均受禁止。
- 衝突各方在任何時候均應將平民群眾與戰鬥員加以區分，以避免平民群眾及其財產受到傷害。不論是平民群眾或平民個人，都不應成為攻擊的目標。攻擊應只針對軍事目標。

## 歷史

### 早期发展
纵观历史，人们一直在努力规制作战，只是力度有所不同。但这些都不过是临时的地方性规定，直到19世纪中叶，在创立不久的红十字国际委员会的推动下首部日内瓦公约的通过才改变了这一局面。
19世纪60年代之前，作战规则或是由统治者和司令官来颁布，或为满足当时的需求和便利，由交战方协商达成协议。在一些情况下，这些规则旨在保护水井之类的重要资源或战斗员和无法自卫的非战斗员，但它们通常不禁止那些现代社会认为不能接受的行为。
《利伯守则》（1863年）首次尝试将现有的战争法和习惯法汇总，并将其适用于一支作战部队。该守则专为美国内战中的北方军而制定，因此并不具有条约地位。
接下来的一年，在红十字国际委员会（成立于1863年）的力促之下，各国通过了《日内瓦公约》，公约包括10项条款，专为战场上的伤兵而制定，确保其无论属于哪方都能得到一视同仁的救护。
公约还确立了医务人员的中立性，并为保护医务人员和救治伤员的医疗机构而采用了一个中立标志：白底红十字。（19世纪70年代才开始使用红新月标志。）

### 红十字国际委员会
自那时起，红十字国际委员会以及后来人们所知的国际人道法的发展便一直息息相关。随着红十字国际委员会自身职责的不断发展，该组织不断地直接接触到战争现实，于是它坚持不懈地敦促各国政府扩大人道法的范围，使其逐渐覆盖海战、战俘和平民。
《日内瓦公约》的范围反映出红十字国际委员会关注的重点在于战争受难者的需求。但到19世纪末期，各国政府开始推介人道法的一个分支——规制作战方法的国际规则《海牙公约》。
在一战即将结束之时，红十字国际委员会呼吁停止化学战。随后的讨论促成了1925年禁止化学武器公约的通过，该条约的一系列规则至今仍然有效。
一战之后，红十字国际委员会扩大对战争受难者保护的不懈努力促成了1929年一部有关战俘的新日内瓦公约的诞生。但是该组织未能成功地在二战爆发前劝说政府通过一部保护平民的公约，结果在二战期间数千万平民得不到特殊保护。

### 1949年的重大突破
这个问题上的重大突破出现在战后，各国政府于1949年通过了四个《日内瓦公约》。这些公约对已有《日内瓦公约》进行了修订并增加了第四部公约，对身处敌方控制的平民予以保护。
1977年，在红十字国际委员会作了大量前期准备以及劝说工作之后，各国政府通过了《日内瓦公约第一附加议定书》和《第二附加议定书》，这两部议定书结合了海牙法和日内瓦法的基本原则。
两部议定书的主要创新之一就是写入了保护平民免受敌对行动影响的条款——例如，宣布不加区分地攻击平民为非法。《第一议定书》适用于国际性武装冲突，而《第二议定书》适用于非国际性武装冲突。
1949年《日内瓦公约》得到了全世界所有国家的通过；议定书也赢得了广泛认可，其中的规则被视为习惯法。

### 當代國際人道法的实施
自20世纪80年代以来，红十字国际委员会一直致力于鼓励政府实施国际人道法并向国家部门特别是武装部队内部的相关级别人员讲授这些规则。红十字国际委员会也与政府、国家红会一起在学术界、青年及媒体中推广人道法知识。
红十字与红新月标志被庄严载入了《日内瓦公约》。为了使其所代表的保护含义更容易被全球不同的人所接受，2005年《日内瓦公约第三附加议定书》引入了一个新增标志——红水晶。

### 增补条约
国际人道法还包括多个规制特殊武器的公约。这些公约的创立主要是因为这些武器大多在冲突结束之后很久还会造成人员伤亡。未爆炸的地雷每年会造成7,000多人死亡；未爆炸的弹药，尤其是集束弹药的小炸弹，每年也会造成很多人丧生。据估计，98%的受害者是平民；种地的农民和发现这些爆炸物的儿童是常见的受害者。由于这些原因，下列公约获得了通过：
- 1980年《禁止或限制使用某些可被认为具有过分伤害力或滥杀滥伤作用的常规武器公约》
- 1997年《关于禁止使用、储存、生产和转让杀伤人员地雷及销毁此种地雷的公约》
- 2000年《儿童权利公约关于儿童卷入武装冲突问题的任择议定书（英语）》
- 2008年《集束弹药公约》

## 外部連結
- 战争与法律 （页面存档备份，存于）
- Exploring Humanitarian Law Virtual Campus （页面存档备份，存于） - Teaching material on Humanitarian Law